# ایزوسفرول
ایزوسفرول (به انگلیسی: Isosafrole) با فرمول شیمیایی C۱۰H۱۰O۲ یک ترکیب شیمیایی است. که جرم مولی آن ۱۶۲٫۱۸۸ g/mol می‌باشد. 